# エクスターミネーター
エクスターミネーター (Exterminator) とはアメリカ合衆国の競走馬である。非常にタフに息長く走り続け、ケンタッキーダービーをはじめ50勝もの勝ち鞍を挙げた。ケルソ、フォアゴーと並びアメリカ競馬史の去勢馬3強といわれる。馬名は「皆殺し屋」という意味で、同馬が生産されたころは第一次世界大戦のまっただ中であったため、「戦闘で敵を片っ端から倒す強い戦士」というイメージで名づけられたとされている。その一方で、“オールドボーンズ”（老骨）の愛称で親しまれた馬でもあった。

## 戦績

### デビュー - 3歳時
エクスターミネーターは、元々調教用の併せ馬として購入された馬で、2歳時は下級戦を4戦して2勝と全く目立った存在ではなかった。併せ馬の相手は厩舎期待度ナンバー1のサンブライアという2歳チャンピオンで、ケンタッキーダービーの最有力候補として、このレースを目標に調整していた。しかし、いざ当日を迎えると、サンブライアがエクスターミネーターに遅れ続けるという事態が発生し、関係者はサンブライアを原因不明の体調不良と判断し、代わりにエクスターミネーターを出走させた。ケンタッキーダービーでは7頭立ての最低人気だったエクスターミネーターだが、直線で2番人気のエスコバとの叩き合いを制して優勝を飾った。その後10月からは中4 - 7日の間隔で出走し、当時の大レース・ラトニアカップなどを制して3歳シーズンを終えた。

### 4 - 5歳時
古馬になってからは、重いハンデに苦しめられるようになったものの、年間10勝ペースでコンスタントに勝ち鞍を稼いだ。中でも長距離レースでの強さは特筆すべきものがあり、サラトガカップでは2年連続のレコード勝ち、オータムゴールドカップでは、3分21秒8の世界レコードで勝利している。またサラトガハンデキャップでは1歳年下の三冠馬サーバートンと対戦するも、2馬身差の2着に敗れている。同時期、マンノウォーとの対戦を望む声が高まったが、マンノウォーのオーナーサイドの意向で実現には到らなかった。

### 6歳時以降
この頃になると、ほとんどのレースで60キログラム以上の斤量を背負わされるようになる。また、エクスターミネーターの強さから少頭数のレースが増え、6歳時のサラトガカップは単走レース (Walkover) となる。
7歳時はブルックリンハンデキャップでグレイラグを接戦の末破り、サラトガカップでは4年連続制覇の大記録を成し遂げた。
既に引退したマンノウォーやサーバートンに対し、セン馬であるエクスターミネーターは月2 - 3回出走という厳しいローテーションの中走り続け、勝ち鞍を挙げ続けた。そんな中、シカゴのホーソン競馬場に招待された時は対戦相手が集まらず、またしても単走レースになる。やむを得ず暫定ルールとして、「タイムトライアル」という勝利条件が課されたのだが、エクスターミネーターは何故か走る気が全く無く、レコードタイムから程遠いゴールインとなってしまい、「単走レースで敗れる」と言う珍記録を作った。
8歳以降は流石に衰えが見え始め、9歳時のクイーンズホテルハンデキャップで100戦に達したのを契機に引退した。

## 血統表
| エクスターミネーターの血統（バードキャッチャー系（エクリプス系） /Lord Clifden 5x5=6.25%、 Blair Athol 5x5=6.25%、 War Dance 5x5=6.25%） | エクスターミネーターの血統（バードキャッチャー系（エクリプス系） /Lord Clifden 5x5=6.25%、 Blair Athol 5x5=6.25%、 War Dance 5x5=6.25%） | エクスターミネーターの血統（バードキャッチャー系（エクリプス系） /Lord Clifden 5x5=6.25%、 Blair Athol 5x5=6.25%、 War Dance 5x5=6.25%） | （血統表の出典）         | （血統表の出典） |
| 父 McGee 1900 鹿毛 | 父の父White Knight 1895 | Sir hugo | Wisdom                   | Wisdom           |
| 父 McGee 1900 鹿毛 | 父の父White Knight 1895 | Sir hugo | Manoeuvre                |                  |
| 父 McGee 1900 鹿毛 | 父の父White Knight 1895 | Whitelock | Wenlock                  | Wenlock          |
| 父 McGee 1900 鹿毛 | 父の父White Knight 1895 | Whitelock | White Heather            |                  |
| 父 McGee 1900 鹿毛 | 父の母Remorse 1876 | Hermit | Newminster               | Newminster       |
| 父 McGee 1900 鹿毛 | 父の母Remorse 1876 | Hermit | Seclusion                |                  |
| 父 McGee 1900 鹿毛 | 父の母Remorse 1876 | Vex | Vedette                  | Vedette          |
| 父 McGee 1900 鹿毛 | 父の母Remorse 1876 | Vex | Flying Duchess           |                  |
| 母 Fair Empress 1912 黒鹿毛 | 母の父Jim Gore 1884 鹿毛 | Hindoo | Virgil                   | Virgil           |
| 母 Fair Empress 1912 黒鹿毛 | 母の父Jim Gore 1884 鹿毛 | Hindoo | Florence                 |                  |
| 母 Fair Empress 1912 黒鹿毛 | 母の父Jim Gore 1884 鹿毛 | Katie | Phaeton                  | Phaeton          |
| 母 Fair Empress 1912 黒鹿毛 | 母の父Jim Gore 1884 鹿毛 | Katie | War Dance Mare           |                  |
| 母 Fair Empress 1912 黒鹿毛 | 母の母Merrythought 1893 | Pirate of Penzance | Prince Charlie           | Prince Charlie   |
| 母 Fair Empress 1912 黒鹿毛 | 母の母Merrythought 1893 | Pirate of Penzance | Plunder                  |                  |
| 母 Fair Empress 1912 黒鹿毛 | 母の母Merrythought 1893 | Raybelle | Rayon d'Or               | Rayon d'Or       |
| 母 Fair Empress 1912 黒鹿毛 | 母の母Merrythought 1893 | Raybelle | Blue Grass Belle F-No.A1 |                  |